# Immula
Immula är en by och stadsdel nummer 29 i Lojo i det finländska landskapet Nyland. 
Byn ligger vid Lojoåsen söder om Hyvinge-Karis-banan i Lojo stads nordostliga delar och gränsar till bland andra Paunis, Bertbacka och Nyby. Områdets serviceställena och tjänster så som skolor och biblioteket finns i Bertbacka och i Vendelä i Lojo station. Det största företaget i byn är Orthex.

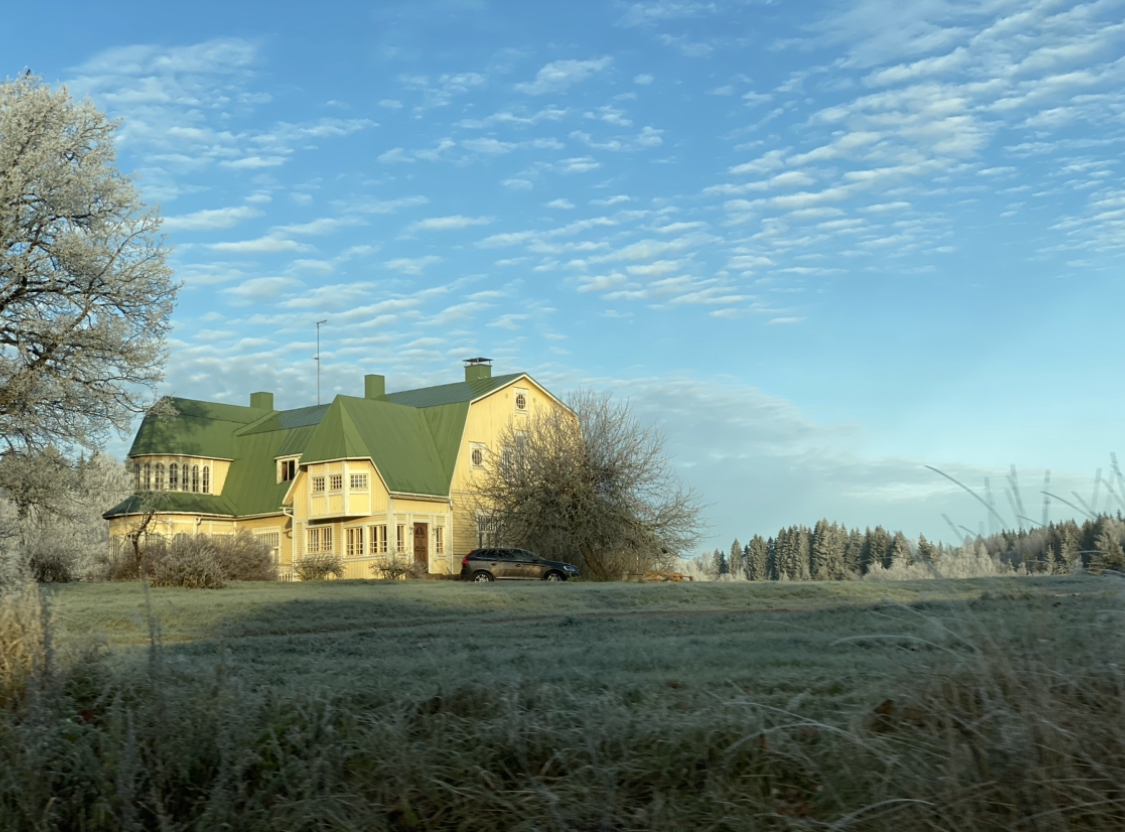
Gård i Immula, vintern 2011.

Avståndet från Immula till Lojo station är cirka en kilometer och till Lojo centrum cirka 6 kilometer. I närheten av Immula finns Munka avfallscentral varifrån hushållsavfallet förs till Långmossabergen i Vanda.
Byföreningen Immula-Paunin kyläyhdistys, som verkar i byarna Immula och Paunis, ordnar olika slags evenemang.

## Historia
Under 1540-talet fanns det tillsammans fem hemman i Immula; Seppälä, Sauvo (Sauhu), Pukali, Hakuli och Bertilä. Dessutom fanns det Haittola torp under Vejby rusthåll och Stenbacka och Frigård torp under Tarra hemman i byn. Området kring Stenbacka och Frigård kallades Arabias län.
År 1917 grundades Immula telefonandelslag (finska: Immulan puhelinosuuskunta) och dess regler fastställdes år 1918. Andelslaget fungerade först på Immula folkskola. År 1955 blev andelslaget en del av automatisk växelcentral.
Det fanns också en liten butik i byn som kallades Immulan sekatavarakauppa. Butiken fungerade i familjen Sydänmaas hem som färdigställdes 1952. Butikens verksamhet slutades 1975.

## Sevärdheter
I Immula finns några jättegrytor på berget vid vägen Immulanraitti. På kullen bredvid Frigård kan man hitta stenar som är möjligen en gammal domarring.